# Allan Octavian Hume

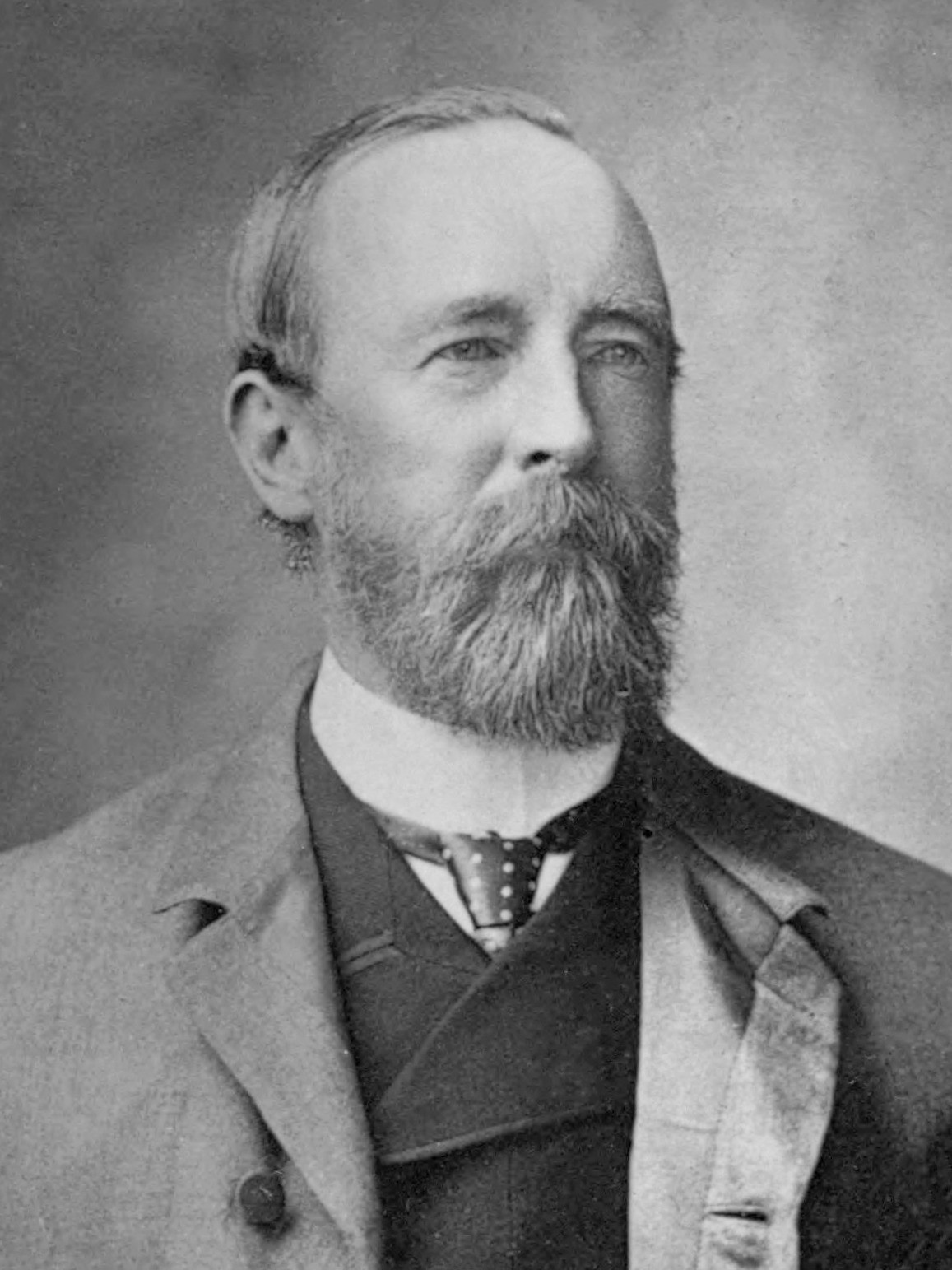
Allan Octavian Hume

Allan Octavian Hume, meist nur A.O. Hume (* 6. Juni 1829 in Montrose, Angus, Schottland; † 31. Juli 1912 in London, England) war ein schottischer Ornithologe, Theosoph und Politiker. Er war einer der Gründer des Indischen Nationalkongresses.

## Leben und Werk
Hume wurde am 6. Juni 1829 als eines von sechs Kindern von Joseph Hume und Catherine Elizabeth Burnley im schottischen Montrose geboren. 1842 diente er als Midshipman auf der Royal-Navy-Fregatte Vangauard, besuchte anschließend das East India Company College (heute Haileybury College) bei Hertford und studierte Medizin am University College Hospital in London. 1853 heiratete er Mary Anne Grindall (1824–1890), aus der Ehe ging die Tochter Maria Jane Burnley („Minnie“) (1854–1927) hervor. Seiner Frau widmete er den Namen des Burmafasans (Syrmaticus humiae (Hume, 1881)). Die Tochter heiratete am 28. September 1881 Ross Scott in Shimla.
1849 übersiedelte Hume nach Indien und erhielt einen Posten beim Indian Civil Service in Etawah. 1867 wurde er zum Commissioner of Customs (Zollbevollmächtigter) für die Nordwestprovinzen (heute Uttar Pradesh) ernannt und war von 1870 bis 1879 Sekretär im indischen Landwirtschaftsministerium. Sein Einsatz für mehr Mitsprache der Inder in innenpolitischen Bereichen führte zu Konflikten mit Großbritannien und schließlich 1879 zu seiner Rückversetzung auf eine unbedeutende Stelle in den Nordwestprovinzen. 1882 folgte die Pensionierung vom Civil Service.

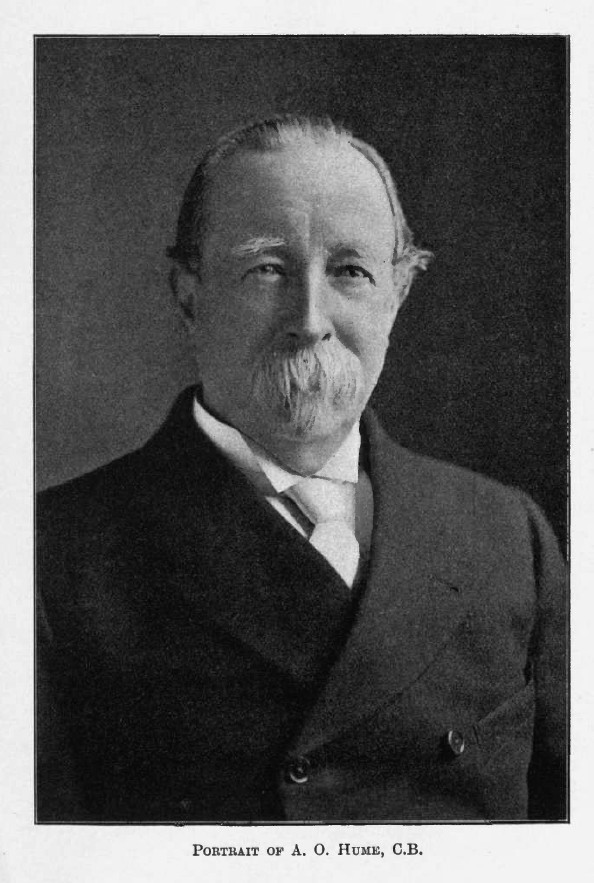

Nachdem Hume 1879 in Allahabad Helena Blavatsky und Henry Steel Olcott kennengelernt hatte, trat er 1880 der Theosophischen Gesellschaft bei und wurde 1881 Präsident der theosophischen Loge in Shimla. An der Finanzierung der Zeitschrift The Theosophist war er maßgeblich beteiligt, ebenso war Hume Empfänger mehrerer angeblich von den Meistern der Weisheit verfasster sogenannter Meisterbriefe. Nach Meinungsverschiedenheiten mit Blavatsky trat er 1883 wieder aus der Theosophischen Gesellschaft aus, hielt jedoch weiterhin Kontakt mit der Organisation und einer Reihe führender Theosophen.

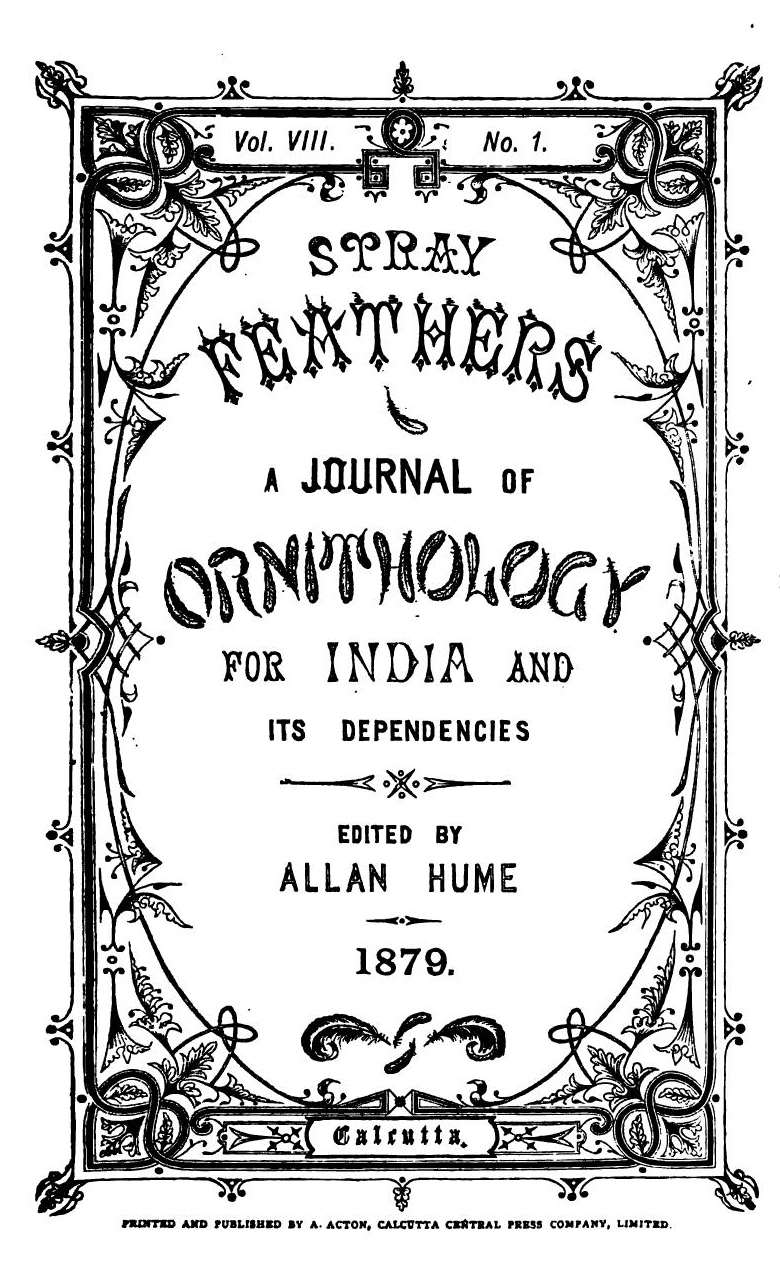
Zeitschriftendeckel von Stray Feathers

Hume war Herausgeber der ornithologischen Fachzeitschrift Stray feathers. Journal of ornithology for India and its dependencies, die von 1872 bis 1899 erschien.
Nach seiner Pensionierung 1882 begann sich Hume politisch zu engagieren. Er trat für mehr Demokratie und Selbstverwaltung Indiens gegenüber Großbritannien ein und war federführend an der Gründung des Indischen Nationalkongresses (INC) im Jahr 1885 beteiligt. Von seiner Gründung bis 1908 fungierte er als Generalsekretär des INC.
Von 1862 bis 1884 betätigte er sich als Ornithologe, in dieser Zeit sammelte er rund 102.000 vogelkundliche Exponate des indischen Subkontinents. 1894 kehrte er nach England zurück und gründete 1910 das bis heute bestehende South London Botanical Institute in London.
Die indische Post widmete ihm 1973 eine Briefmarke.

## Dedikationsnamen
Luigi Hildebrando Mandelli-Castelnuovo (1832–1880) benannte 1873 die Schwarzbrust-Buschtimalie (Sphenocichla humei) zu seinen Ehren. William Edwin Brooks widmete ihm 1878 den Tienschan-Laubsänger (Phylloscopus humei)
Sein Name findet sich außerdem in der Garteniora-Unterart (Aegithina tiphi humei Baker, ECS, 1922), der Weißbauch-Schwalbenstar-Unterart (Artamus leucorynchus humei Stresemann, 1913), der Tropfenkehlspecht-Unterart (Chrysophlegma mentale humii Hargitt, 1889), der Grauohr-Papageimeise-Unterart (Suthora nipalensis humii Sharpe, 1883), der Kernbeißer-Unterart (Coccothraustes coccothraustes humii Sharpe, 1886), der Felsengimpel-Unterart (Carpodacus puniceus humii (Sharpe, 1888)), der Halsbandliest-Unterart (Todiramphus chloris humii (Sharpe, 1892)), der Indien-Rotschnabelbülbül (Hypsipetes ganeesa humii (Whistler & Kinnear, 1932)), der Star-Unterart (Sturnus vulgaris humii Brooks, WE, 1876) und der Rötelspecht-Unterart (Micropternus brachyurus humei Kloss, 1918).
Molpastes humii Oates, 1889 wird heute von einigen Autoren als Hybride aus Himalajabülbül (Pycnonotus leucogenis (Gray, JE, 1835)) und Weißohrbülbül (Pycnonotus leucotis (Gould, 1836)) und von anderen als Unterart des Weißohrbülbüls betrachtet.
Lophophanes Humei Brooks, WE, 1873 wird heute als Synonym zur Tannenmeisen-Unterart (Periparus ater aemodius (Blyth, 1845)), Megalæma hummi Marshall, CHT & Marshall, GFL, 1870 als Synonym für den Harlekinbartvogel (Psilopogon mystacophanos (Temminck, 1824)), Caccabis kakelik humei Zarudny, 1917 ein Synonym zur Chukarhuhn-Unterart (Alectoris chukar pallescens (Hume, 1873)), Turdinulus humei Hartert, E, 1902 ein Synonym für die Fleckenzwergdrossling-Unterart (Napothera epilepidota granti (Richmond, 1900)) und Dendrocopus macei humei Koelz, 1954 als Synonym für den Isabellbrustspecht (Dendrocopos macei (Vieillot, 1818)), betrachtet.
Oldfield Thomas benannt 1886 die Manipur-Buschratte (Hadromys humei) nach Hume.

## Werke (Auswahl)
- Ephialtes Brucei, the Striated Scops Owl, Sp. Nov. In: Stray feathers. Journal of ornithology for India and its dependencies. Band 1, Nr. 1, 1872, S. 8–10 (biodiversitylibrary.org).
- Nests and Eggs of Indian Birds (Rough Draft). Office of Superintendent of Government Printing, Kalkutta 1873 (books.google.de – 1873-1875).
- Novelities. In: Stray feathers. Journal of ornithology for India and its dependencies. Band 1, Nr. 5, 1873, S. 404–415 (biodiversitylibrary.org).
- The Islands of the Bay of Bengal. In: Stray feathers. Journal of ornithology for India and its dependencies. Band 2, Nr. 1, 1874, S. 29–324 (biodiversitylibrary.org).
- A first List of Birds of the Tenasserim Provinces. In: Stray feathers. Journal of ornithology for India and its dependencies. Band 2, Nr. 6, 1874, S. 467–484 (biodiversitylibrary.org).
- A speech on the Indian National Congress, its origin, aims and objects, delivered. Calcutta Central Press Co., Calcutta 1888.
- Agricultural Reform in India. W.H. Allen & Co., London 1879.
- Novelities? Callophasis huminæ, Sp. Nov. Mrs. Hume's Pheasant. In: Stray feathers. Journal of ornithology for India and its dependencies. Band 9, Nr. 4, 1880, S. 461–467 (biodiversitylibrary.org).
- S.R. Mehrotra, Edward C. Moulton (Hrsg.): Selected writings of Allan Octavian Hume. Oxford University Press, Oxford 2004, ISBN 0-19-565896-5.
- The game birds of India, Pakistan, Bangladesh, Burma and Sri Lanka. Bhavana, New Delhi 1994.